# Reux
Reux é uma comuna francesa na região administrativa da Normandia, no departamento Calvados. Estende-se por uma área de 7,31 km². Em 2010 a comuna tinha 407 habitantes (densidade: 55,7 hab./km²).